# Lagoptera metaxantha
Lagoptera metaxantha là một loài bướm đêm trong họ Erebidae.